# 奧胡皮 (喬治亞州)
奧胡皮（英語：Ohoopee）是位於美國喬治亞州圖姆斯縣的一個非建制地區。該地的面積和人口皆未知。

## 地理
奧胡皮的座標為32°10′49″N 82°13′10″W / 32.18028°N 82.21944°W，而該地的平均海拔高度為55米（即180英尺）。